# Aspidoglossum heterophyllum
Aspidoglossum heterophyllum är en oleanderväxtart som beskrevs av Ernst Meyer. Aspidoglossum heterophyllum ingår i släktet Aspidoglossum och familjen oleanderväxter. Inga underarter finns listade i Catalogue of Life.